# Al di là del bene e del male (film)
Al di là del bene e del male è un film del 1977 diretto da Liliana Cavani. Il titolo è tratto dall'omonima opera del filosofo tedesco Friedrich Nietzsche, protagonista del lungometraggio.

## Trama
Liberamente ispirato a fatti reali della vita di Nietzsche, Paul Rée fa conoscenza con la disinibita Lou von Salomé; dopo che i due si conoscono, il ragazzo decide di sposarla ma Lou è una donna che in una relazione si sentirebbe in prigionia. Inizia quindi un triangolo amoroso fra i tre ragazzi; la situazione viene però aggravata dalla sorella di Friedrich, Elisabeth, la quale, innamorata del fratello, fa di tutto per fare in modo che questi stia lontano sia da Paul che da Lou, visto che entrambi sono ebrei e quindi "corrotti".
Ma Friedrich non ascolta né Elizabeth, né la madre, lasciando la casa per andare a vivere con Lou e Paul: la convivenza non è affatto facile, visto che Lou prima amoreggia con Friedrich e poi con Paul ma, dato che i due litigano, fa finta di avere un rapporto sessuale con un altro uomo per risanare il rapporto. La donna, capendo che la situazione peggiora sempre di più, sceglie di andarsene a Berlino insieme a Paul, lasciando Friedrich da solo. L'uomo da solo incontra il "demonio": dopo quell'incontro decide di andare a risanare i rapporti con gli altri due ragazzi, ma anche questa volta l'esito è negativo.
La relazione tra Paul e Lou non va bene visto che è un tipo di relazione "aperta" e Lou ha parecchi amanti. Una notte, Karl, uno degli amanti di Lou, cerca di suicidarsi perché la donna non vuole sposarlo. Lou quindi si sente costretta a farlo, scatenando l'ira e il dolore dei suoi ex-amanti. Paul diventa un dottore, ma dopo qualche tempo viene preso di mira perché ebreo, e scompare dopo che un gruppo di malintenzionati lo trascina in una boscaglia, facendo presagire una brutta fine. Friedrich invece impazzisce dopo che viene a sapere che Lou si è sposata. Lou va quindi a trovare Nietzsche e ricorda tutti i bei momenti passati insieme.

## Riconoscimenti
- 1978 - Nastro d'argento
  - Migliore attrice non protagonista a Virna Lisi
- 1978 - Grolla d'oro
  - Migliore attrice a Virna Lisi